# Bursadella endoneurias
Bursadella endoneurias är en fjärilsart som beskrevs av Edward Meyrick 1925. Bursadella endoneurias ingår i släktet Bursadella och familjen Immidae. Inga underarter finns listade i Catalogue of Life.